# بندياكة شفاينفورتية
بندياكة شفاينفورتية (الاسم العلمي:Pandiaka schweinfurthii) هي نوع غير مؤكد من النباتات تتبع جنس البندياكة من الفصيلة القطيفية.